# Lichtvers
Der Lichtvers (arabisch آية النور āyat an-nūr) ist ein Vers (35) aus der 24. Sure des Koran, nach dem die ganze Sure benannt ist. Der Vers wird wie der größte Teil der Sure auf das Jahr 626 datiert.

## Text
Arabische Originalfassung:

«ٱللَّهُ نُورُ ٱلسَّمَـٰوَٰتِ وَٱلۡأَرۡضِ‌ۚ مَثَلُ نُورِهِۦ كَمِشۡكَوٰةٍ فِيہَا مِصۡبَاحٌ‌ۖ ٱلۡمِصۡبَاحُ فِى زُجَاجَةٍ‌ۖ ٱلزُّجَاجَةُ كَأَنَّہَا كَوۡكَبٌ دُرِّىٌّ يُوقَدُ مِن شَجَرَةٍ مُّبَـٰرَكَةٍ زَيۡتُونَةٍ لَّا شَرۡقِيَّةٍ وَلَا غَرۡبِيَّةٍ يَكَادُ زَيۡتُہَا يُضِىٓءُ وَلَوۡ لَمۡ تَمۡسَسۡهُ نَارٌ‌ۚ نُّورٌ عَلَىٰ نُورٍ‌ۚ يَہۡدِى ٱللَّهُ لِنُورِهِۦ مَن يَشَآءُ‌ۚ وَيَضۡرِبُ ٱللَّهُ ٱلۡأَمۡثَـٰلَ لِلنَّاسِ‌ۗ وَٱللَّهُ بِكُلِّ شَىۡءٍ عَلِيمٌ‌۝»

Übersetzung von Adel Theodor Khoury:

„Gott ist das Licht der Himmel und der Erde. Sein Licht ist einer Nische vergleichbar, in der eine Lampe ist. Die Lampe ist in einem Glas. Das Glas ist, als wäre es ein funkelnder Stern. Es wird angezündet von einem gesegneten Baum, einem Ölbaum, weder östlich noch westlich, dessen Öl fast schon leuchtet, auch ohne dass das Feuer es berührt hätte. Licht über Licht. Gott führt zu seinem Licht, wen Er will, und Gott führt den Menschen die Gleichnisse an. Und Gott weiß über alle Dinge Bescheid.“

Übertragung von Friedrich Rückert:

„Gott ist das Licht des Himmels und der Erde,

Das Gleichnis seines Lichtes ist

Wie eine Nisch’, in welcher eine Leuchte,

Die Leuchte ist in einem Glas,

Das Glas ist wie ein funkelnder Stern,

Die angezündet ist vom Segensbaume,

Dem Oelbaum nicht aus Osten noch aus Westen;

Das Oel fast selber leuchtet, wenns

Auch nicht berührt die Flamme;

Licht über Licht – Gott leitet

Zu seinem Lichte, wen er will:

Gott aber prägt die Gleichnisse den Menschen,

Und Gott ist jedes Dings bewusst.“

## Bedeutung

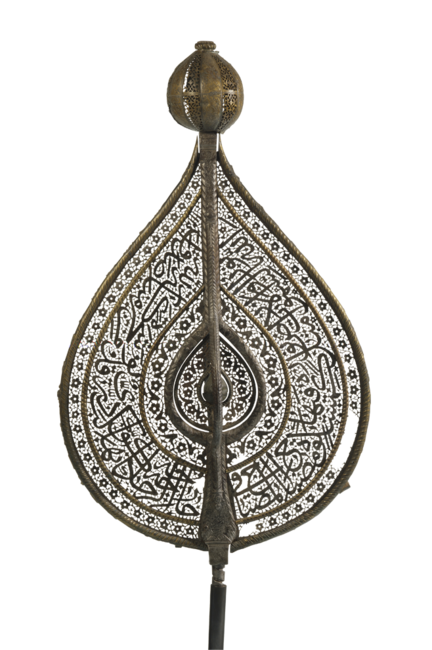
Mit einem Ausschnitt aus dem Lichtvers verzierte Standartenbekrönung für religiöse Prozessionen der Safawiden-Dynastie aus dem Iran, um 1700.

Der Lichtvers wirkt insbesondere als Inspiration für den Sufismus, die islamische Mystik.
Es handelt sich um ein Gleichnis (مثال miṯāl), den Vergleich zwischen dem Licht Gottes und dem Licht einer Lampe in einer Nische.
Teilweise wird auch eine Anspielung auf den christlichen Gottesdienst in Kirchen und Klöstern und den mit Lichtern besetzten Altar angenommen.
Das Licht Gottes bedeutet seine Rechtleitung (so Ibn-ʽAbbās), die von ihm geschaffene Ordnung im Himmel und auf Erden (so al-Baṣrī) oder seine Fürsorge.
Das Wort für „Nische“ (مشكاة miškā(t)) soll eine Entlehnung aus dem Äthiopischen sein (vgl. amharisch መስኮት, maskot ‚Fenster‘).
Der Ölbaum, der „weder östlich noch westlich“ ist, wird als Baum des Paradieses (so al-Baṣrī) oder als ein Baum auf einer Anhöhe verstanden, der nicht nur von Osten oder Westen, sondern von allen Seiten her mit Sonnenlicht beschienen wird (so Ibn-ʽAbbās).
Von al-Ġazzālī stammt die philosophische Abhandlung Die Nische der Lichter (Miškāt al-anwār).
Der Lichtvers schmückt als Kalligraphie zahlreiche Moscheen, beispielsweise die Süleymaniye-Moschee und die Nuruosmaniye-Moschee in Istanbul.